# Motte Bucy
Die Motte Bucy (französisch: Ruisseau de la Motte Bucy) ist ein kleiner Fluss im Zentrum von Frankreich, der im Département Loiret der Region Centre-Val de Loire östlich der Stadt Orléans verläuft.

## Geographie

### Verlauf
Die Motte Bucy entspringt im Staatsforst Forêt Domianale d’Orléans, im südlichen Gemeindegebiet von Nibelle, knapp an der Grenze zur benachbarten Gemeinde Sury-aux-Bois. Sie verläuft generell  Richtung Ostsüdost und mündet nach insgesamt rund 16 Kilometern an der Gemeindegrenze von Beauchamps-sur-Huillard und Auvilliers-en-Gâtinais als rechter Nebenfluss in den Huillard. Unterhalb von Sury-aux-Bois fließt die Motte Bucy auf einer kurzen Strecke in geringem Abstand zum Canal d’Orléans.

### Orte am Fluss
(Reihenfolge in Fließrichtung)
- Sury-aux-Bois
- Bellardin, Gemeinde Sury-aux-Bois
- Le Gué Malade, Gemeinde Quiers-sur-Bézonde
- La Mothe Bucy, Gemeinde Beauchamps-sur-Huillard
- La Morine, Gemeinde Auvilliers-en-Gâtinais